# Alfoz (Lugo)
Alfoz ist eine spanische Gemeinde (Concello) mit 1.523 Einwohnern (Stand: 2024) in der Provinz Lugo im Norden der Autonomen Gemeinschaft Galicien.

## Geografie
Alfoz liegt im Norden der Provinz Lugo, ca. 60 Kilometer nördlich der Provinzhauptstadt Lugo.
Umgeben wird Alfoz von den vier Nachbargemeinden:
| O Valadouro |                                             | Foz       |
|             | Kompassrose, die auf Nachbargemeinden zeigt |           |
|             | Abadín                                      | Mondoñedo |

## Bevölkerungsentwicklung der Gemeinde
Quelle: INE-Archiv – grafische Aufarbeitung für Wikipedia

## Gemeindegliederung
Die Gemeinde Alfoz ist in neun Parroquias gegliedert:
| Parroquias       | Patrozinium   | Einwohner 2024 | Fläche km² | Dichte Einw./km² | Höhe msnm | Ortskennzahl |
| ---------------- | ------------- | -------------- | ---------- | ---------------- | --------- | ------------ |
| Adelán           | Santiago      | 197            | 15,89      | 12               | 131       | 27002010000  |
| Bacoi            | Santa María   | 160            | 4,12       | 39               | 40        | 27002020000  |
| Carballido       | San Sebastián | 233            | 7,76       | 30               | 44        | 27002030000  |
| O Castro de Ouro | San Salvador  | 47             | 2,23       | 21               | 103       | 27002040000  |
| Lagoa            | San Vicente   | 243            | 10,31      | 24               | 115       | 27002050000  |
| San Pedro de Mor | San Pedro     | 470            | 4,70       | 100              | 79        | 27002060000  |
| As Oiras         | San Mamede    | 60             | 8,88       | 7                | 319       | 27002070000  |
| O Pereiro        | Santa María   | 102            | 23,10      | 4                | 446       | 27002080000  |
| O Reirado        | Santa María   | 41             | 0,53       | 77               | 89        | 27002090000  |

## Geschichte

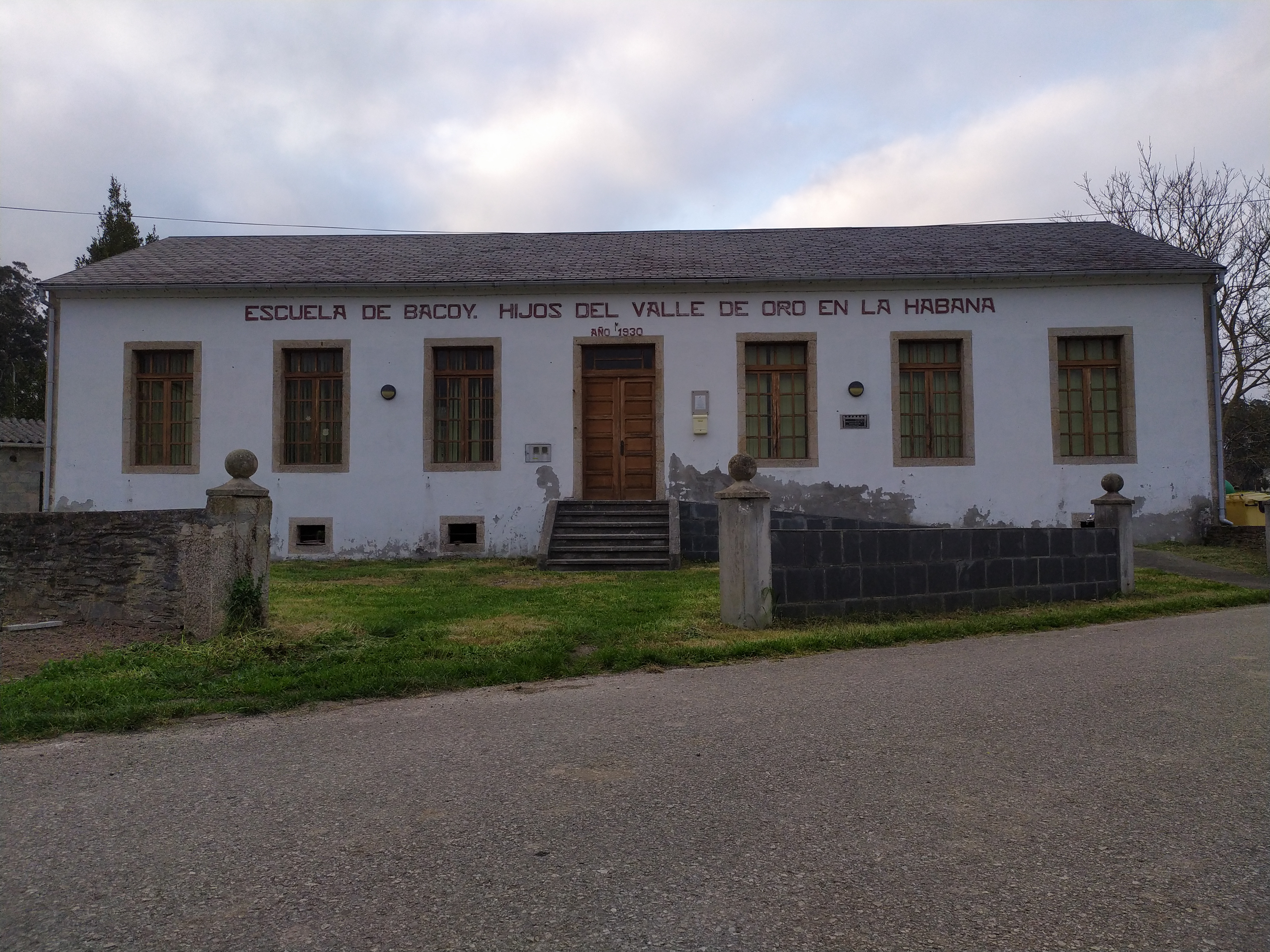
Havanna-Schule

Es wird angenommen, dass der Name Alfoz vom arabischen Namen Al-hawuz stammt, der ins mittelalterliche Galicische übersetzt „ein Gebiet im Amtsbereich einer Stadt“ darstellt.
Im Jahre 1220 erhielt Alfoz auf Befehl von König Alfons IX. von León den Titel einer Stadt. Eines der wichtigsten Ereignisse in der Geschichte von Alfoz ist jedoch ein wichtiger Meilenstein auch für die Geschichte Galiciens, es ist die Irmandinische Revolte. Nach diesem Bauernaufstand fand die Hinrichtung von Marschall Pedro Pardo de Cela statt. In dieser Zeit finden die Kriege um den kastilischen Thron statt. Marschall Pardo de Cela ertrug die Belagerung, die Fernando de Acuña ihm über drei Jahre in der Burg von Pardo de Cela in A Frouxeira gab. Die Bemühungen des Marschalls waren jedoch vergeblich und am 7. Dezember 1483 wurde er in seiner Burg Castro de Ouro gefangen genommen und zehn Tage später auf dem Platz der Kathedrale von Mondoñedo hingerichtet.
Das 18. Jahrhundert zeichnet sich als Jahre großen Wohlstands für die Gemeinde aus, vor allem für ihre Textilindustrie. Es gibt Aufzeichnungen, die die Existenz von 99 Webstühlen im Jahr 1787 unterstützen. Es waren auch gute Jahre für die Landwirtschaft und den Weinsektor. Nach dieser Zeit der Pracht bedeutet das 19. Jahrhundert für die Gemeinde den Verlust einer großen Anzahl von Menschen, die nach Amerika auswanderten, um ihre Lebensqualität zu verbessern. Der große Boom der Auswanderung nach Amerika spiegelt sich in der Existenz von Havanna-Schulen in der ersten Hälfte des 20. Jahrhunderts wider, die von den Alfocenses finanziert wurden, die zurückgekehrt waren.

## Sehenswürdigkeiten

### Profanbauwerke
- Burg Castro de Ouro
- Burgruine Frouseira
- Ponte Nova
- Landsitz Carrocide
- Landsitz Rizal
- Landsitz Reimunde

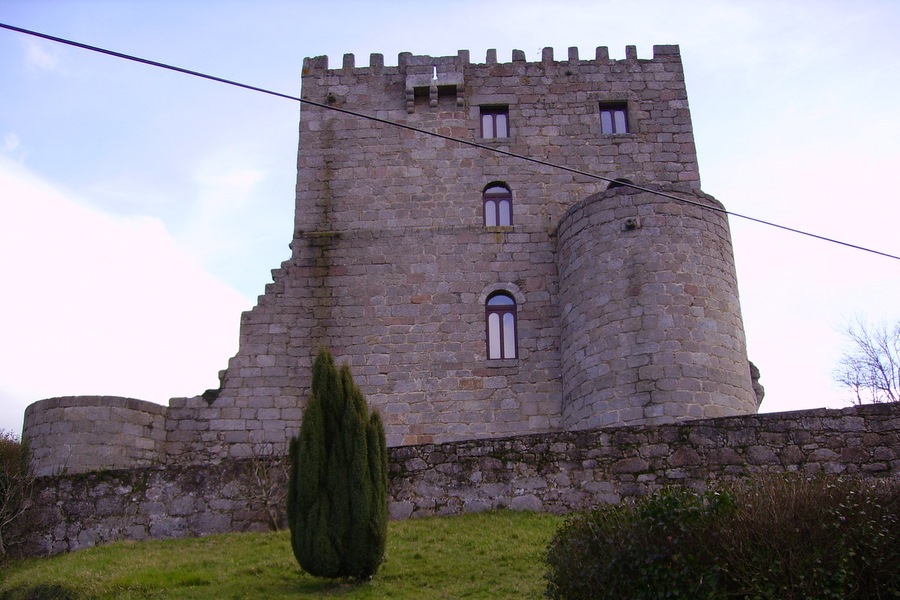
Burg Castro de Ouro
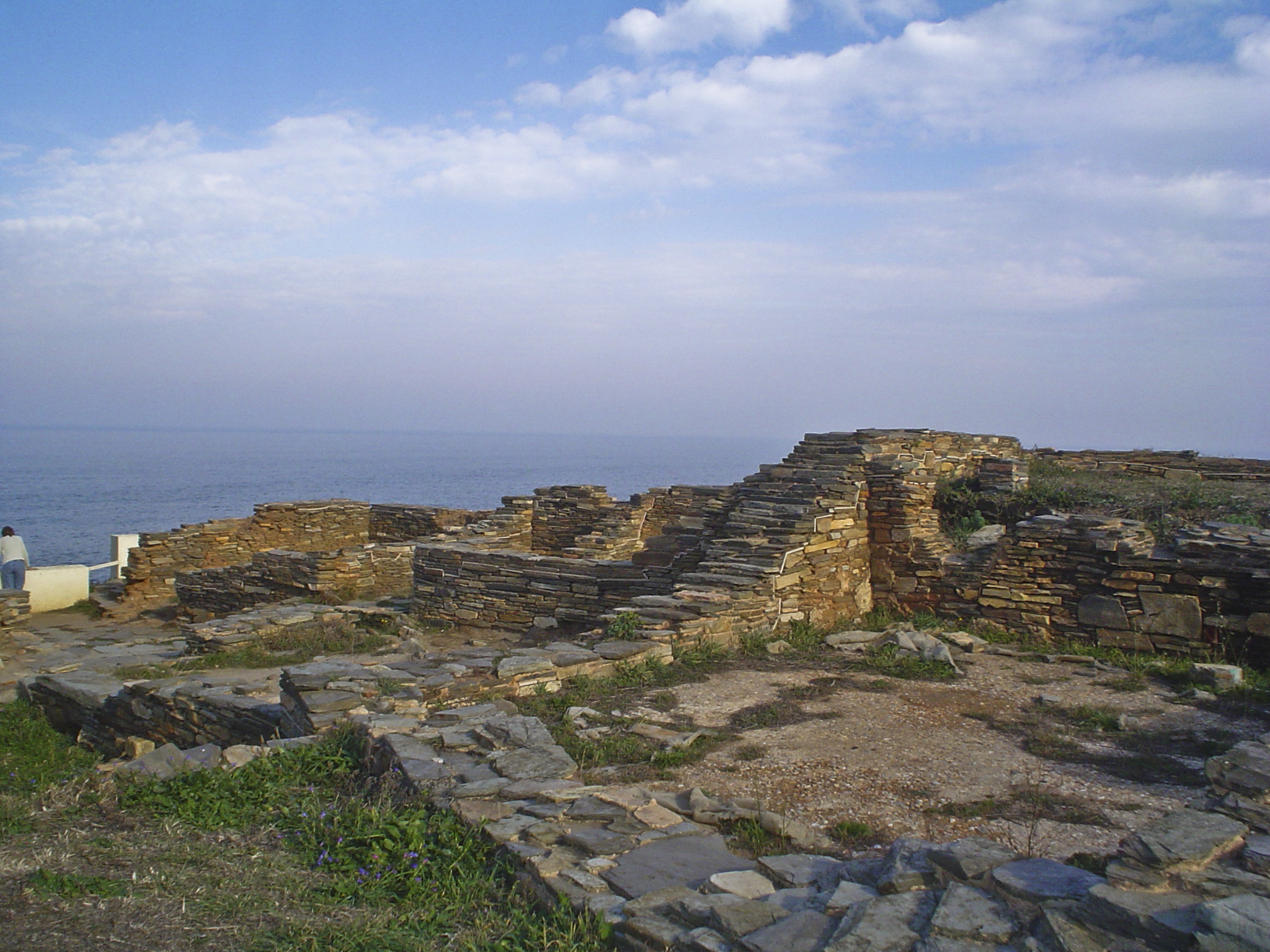
Burgruine Frouseira
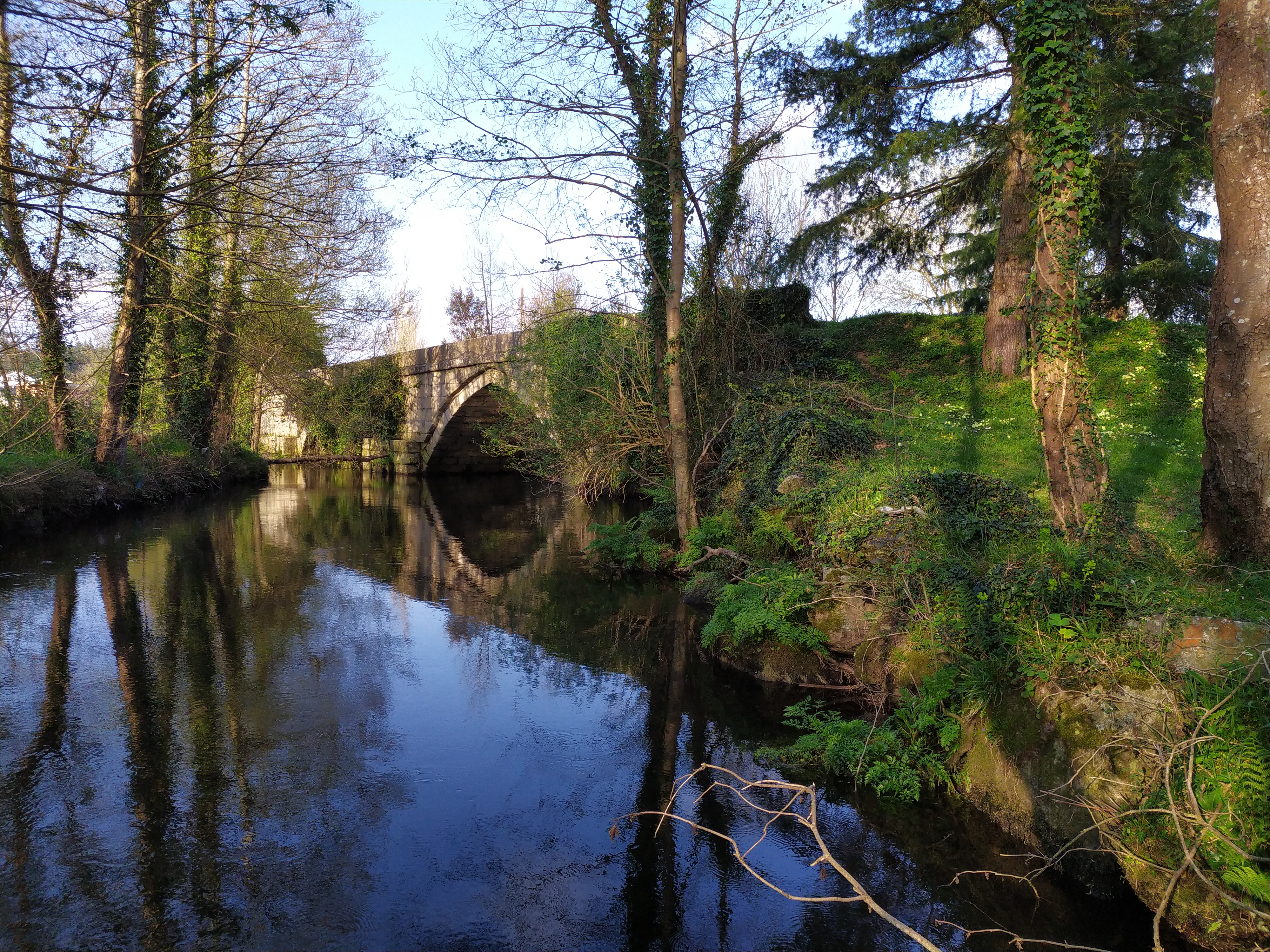
Ponte Nova
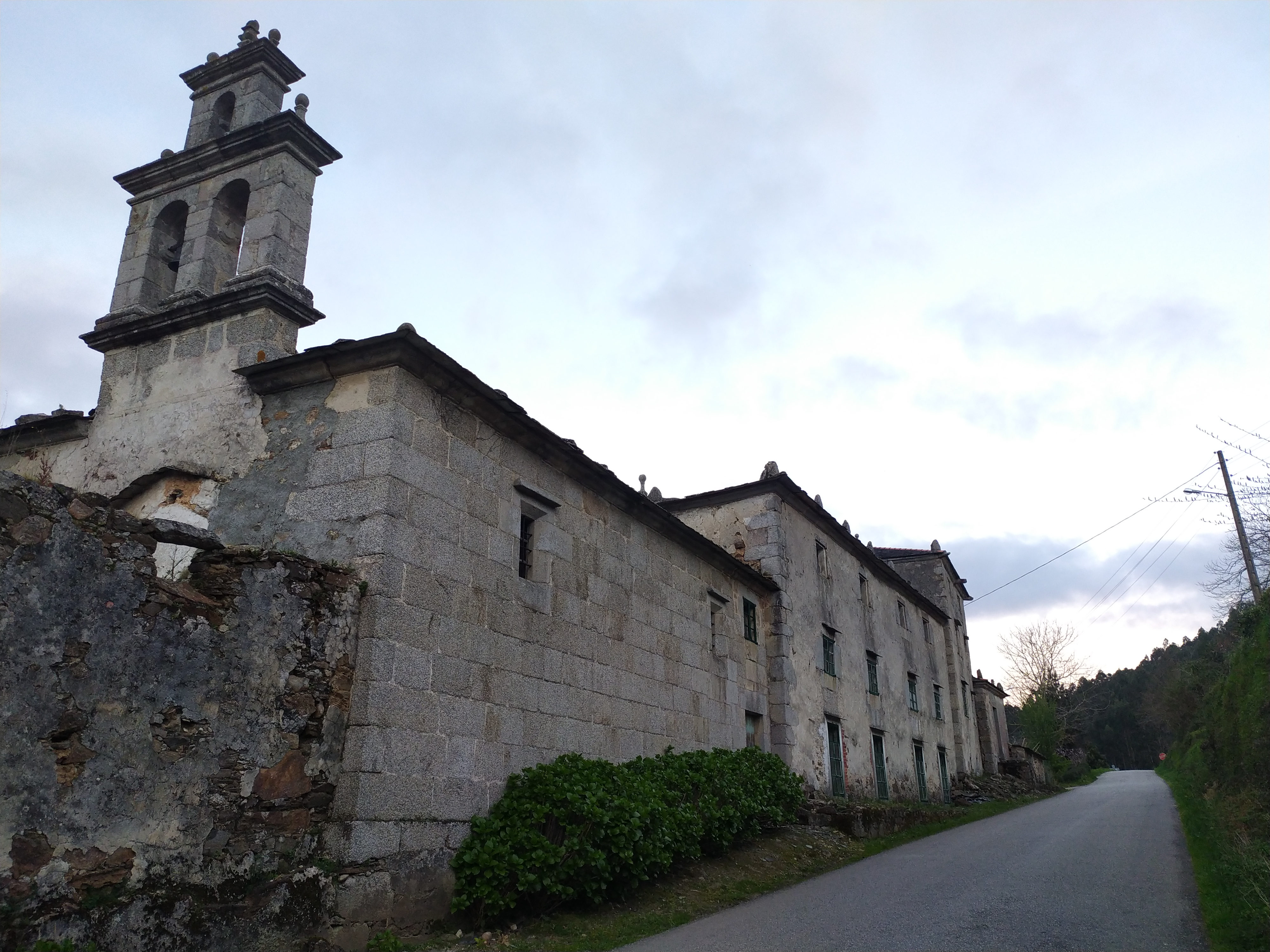
Landsitz Carrocide
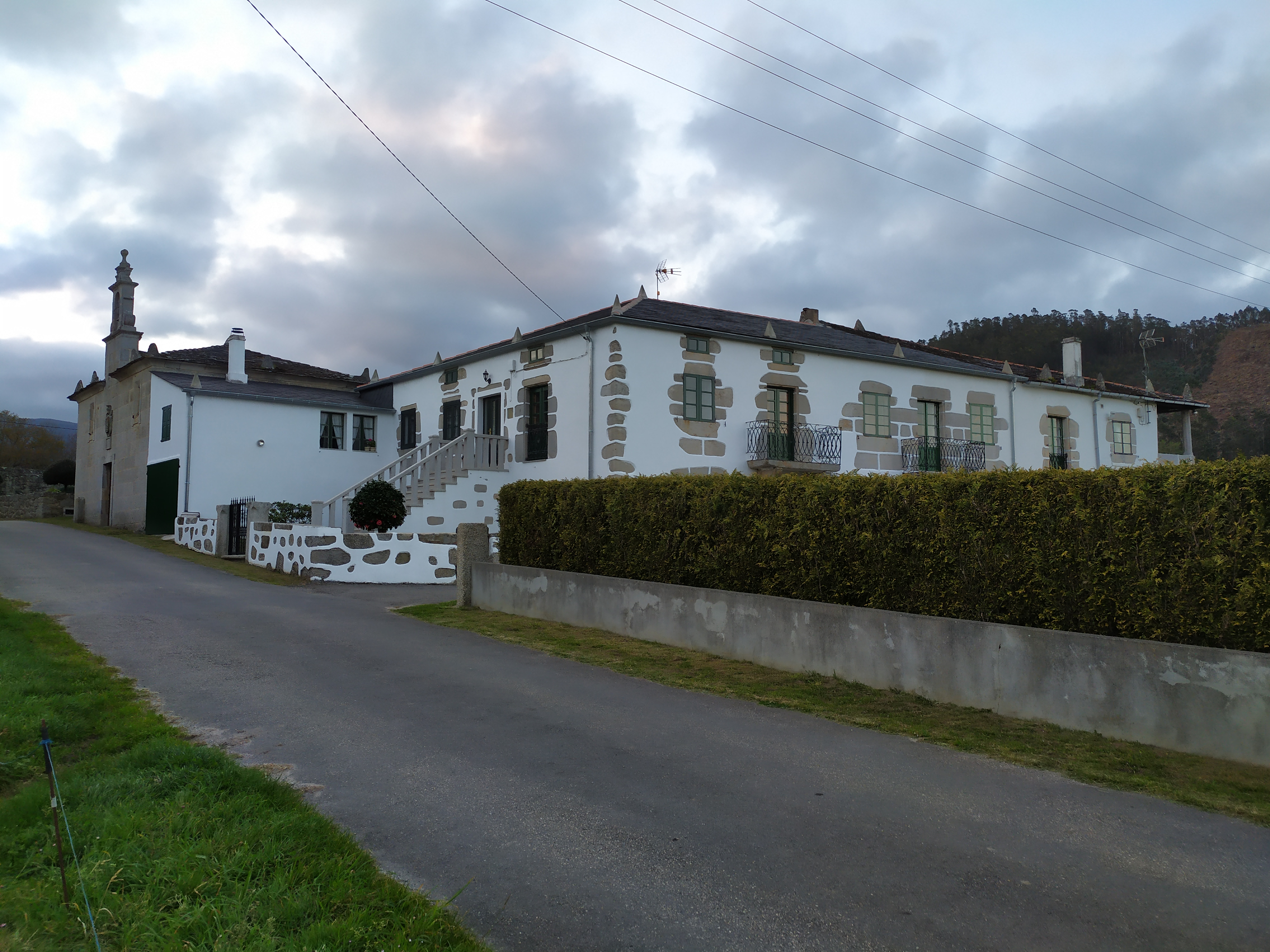
Landsitz Rizal
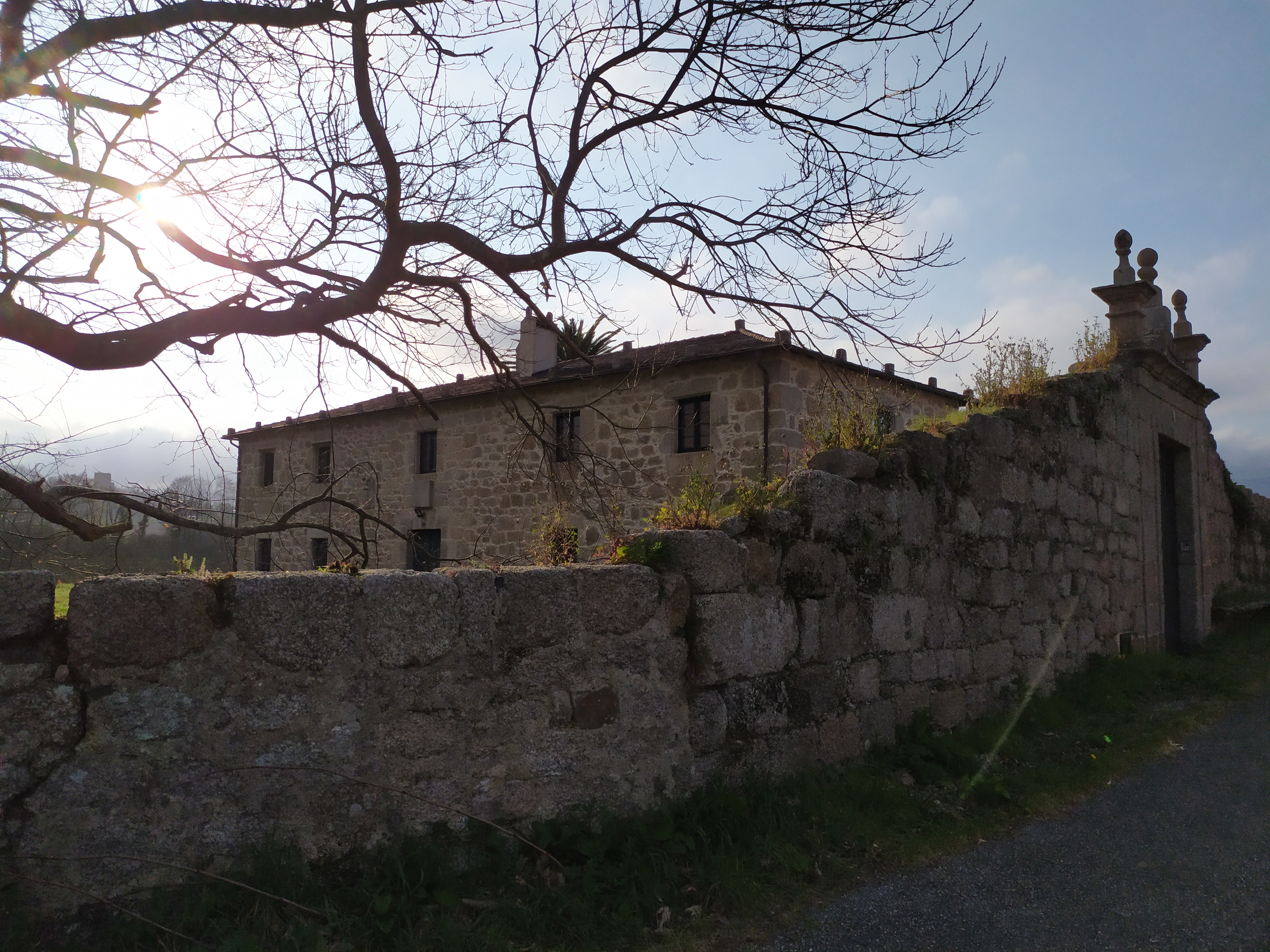
Landsitz Reimunde

Die Burg Castro de Ouro befindet sich in der Parroquia San Salvador de Castro de Ouro. Sie hat ihren Ursprung in einer Siedlung der Castrokultur vom Anfang des ersten Jahrhunderts nach Christus. Von der Mitte des 15. Jahrhunderts von Pedro Pardo de Cela erbauten Burg sind nur die äußeren Strukturen des Hauptturms erhalten, nachdem sie um 1483 nach der Niederlage des Marschalls geschleift wurde. Heute beherbergt die Burg mehrere städtische Nebengebäude, die zu seiner Aufwertung beitragen: Touristeninformation, Ausstellungsraum und Museumsraum. Die Burg ist als Bien de Interés Cultural eingetragen.
- Burgruine Frouseira

Die Burgruine Frouseira zeigt Überbleibsel einer Festung auf dem gleichnamigen Gipfel an der geographischen Grenze zur Nachbargemeinde Foz. Sie wurde zweimal abgerissen, während der zweiten Irmandinische Revolte (1467–1469) und als Marschall Pardo de Cela besiegt wurde. Fortan an wurde sie nicht wieder aufgebaut und es sind nur noch die Überreste des Fundaments des Hauptturms, des Turms der Atalaia, der Mauern und zweier Brunnen erhalten. Die Burgruine ist ebenfalls als Bien de Interés Cultural eingetragen.
- Ponte Nova

Die Brücke aus dem 18. Jahrhundert überspannt den Fluss Ouro in der Parroquia Mor. Sie besteht aus Granitmauerwerk mit einer niedrigen Brüstung und ist bemerkenswert für die Gestaltung ihrer drei Bögen, einem ausgeprägten Spitzbogen und zwei Rundbögen, die sich in Größe und Form unterscheiden. Ihr Erhaltungszustand ist sehr gut und bis vor wenigen Jahren führte die Straße von Mondoñedo nach Ferreira über die Brücke, bis die Verbindung aufgrund des zunehmenden Verkehrsaufkommens über eine Brücke moderner Bauart verlegt wurde.
- Landsitz Carrocide (Pazo de Carrocide)

Er befindet sich in der Parroquia Lagoa und stammt aus dem Jahr 1686. Er wurde im Auftrag des Erzdiakons von Viveiro Pedro de Rigueiro Freire y Andrade erbaut. Das Gebäude hat zwei Eingangstüren, die von zwei Rundbögen geschmückt sind. Die Anlage verfügt neben einer Kapelle über das in drei Gebäuden unterteilte Herrenhaus. Erwähnenswert sind im Inneren die Küche mit Kamin sowie die in den verschiedenen Räumen verteilten Möbel aus dem 19. Jahrhundert. Die Gebäude sind aus Bruchsteinen erbaut, die aufgrund von Verfall durch die Zeit verdunkelt sind. Der Landsitz ist in privater Hand und nicht zu besichtigen.
- Landsitz Rizal (Pazo de Rizal)

Wie der Landsitz Carrocide befindet sich der Pazo de Rizal in der Parroquia Lagoa. Er stammt aus dem 18. Jahrhundert und wurde im Auftrag von José de la Vega y Río gebaut, der dank des Handels mit Leinen viel Geld verdient hatte. Seine Architektur zeigt einen zentralen Kern aus Bruchstein mit rechteckigem Grundriss auf zwei Etagen und einem Walmdach. Hervorzuheben ist ein schmiedeeiserner Balkon an der Hauptfassade. Neben dem Hauptgebäude befinden sich eine Kapelle, ein Innenhof und mehreren Veranden. Die Anlage wird durch eine Mauer geschützt, die wie die übrigen Gebäude aus Bruchstein gebaut ist. Der Landsitz ist in privater Hand und nicht zu besichtigen.
- Landsitz Reimunde (Pazo de Reimunde)

Der Pazo de Reimunde befindet sich in der Parroquia Carballido. Er erhebt sich auf zwei Etagen mit rechteckigem Grundriss. Sein Baumaterial ist Granitstein aus der Gemeinde selbst. Der Landsitz ist in privater Hand und nicht zu besichtigen.

### Sakralbauwerke
- Kirche Santiago de Adelán

Sie wird zum ersten Mal im Jahr 610 erwähnt, aber der heutige Bau ist späteren Datums. Die drei Kirchenschiffe im Inneren sind durch drei Rundbögen getrennt und mit einem modernen Gewölbe unter der alten Kassettendecke bedeckt. Von außen sticht ihre romanische Fassade hervor, die aus zwei halbrunden Archivolten und zwei Säulenpaaren mit Kapitellen mit Pflanzen- und Tierornamenten besteht. Die Basen wiederum sind invertierte Kapitelle aus suebischer oder westgotischer Zeit. Sie präsentieren eine abwechslungsreiche Dekoration vom Fisch (christliches Urzeichen) bis zur Jakobsmuschel (der Schutzpatron der Pfarrei ist der heilige Jakob, span. Santiago) einschließlich Pflanzenmotiven. An der Außenwand der Sakristei befindet sich ein Kreuz über dem Kreis, das ein Symbol für die Weihe der Kirche im Mittelalter sein könnte. Der Rest des Kirchenbaus ist im Barockstil aus dem 17. Jahrhundert.

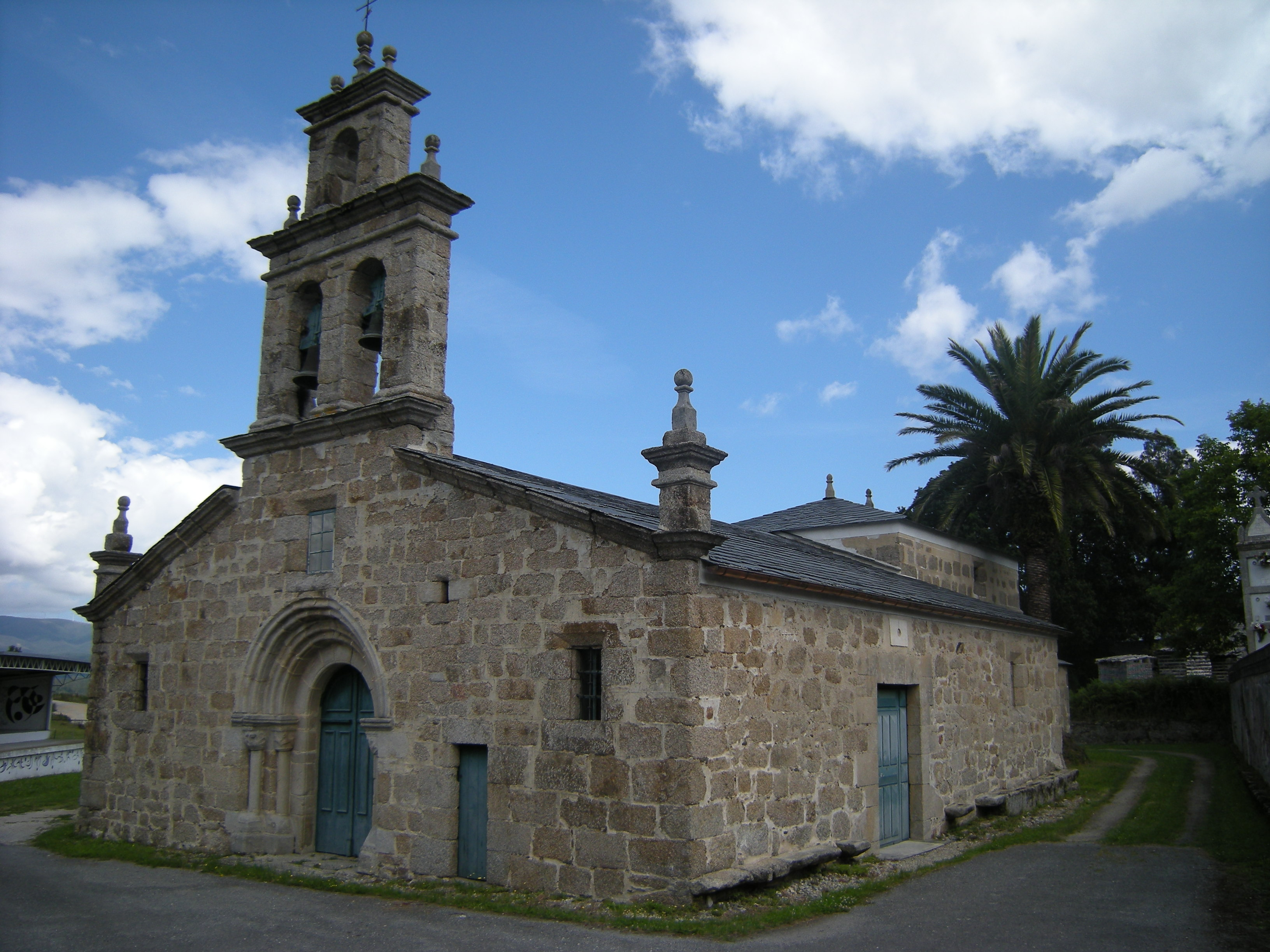
Kirche Santiago de Adelán
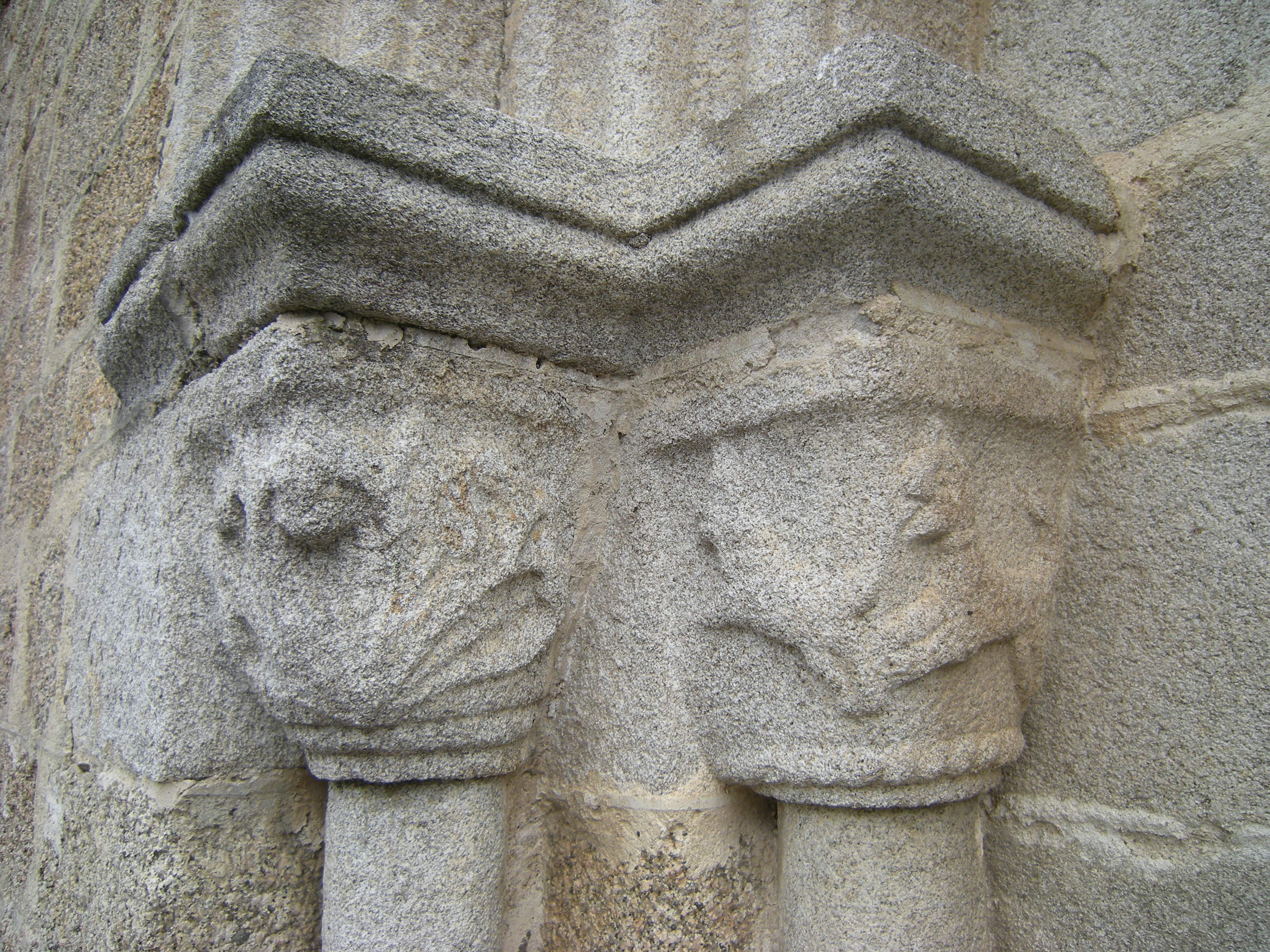
Kapitelle
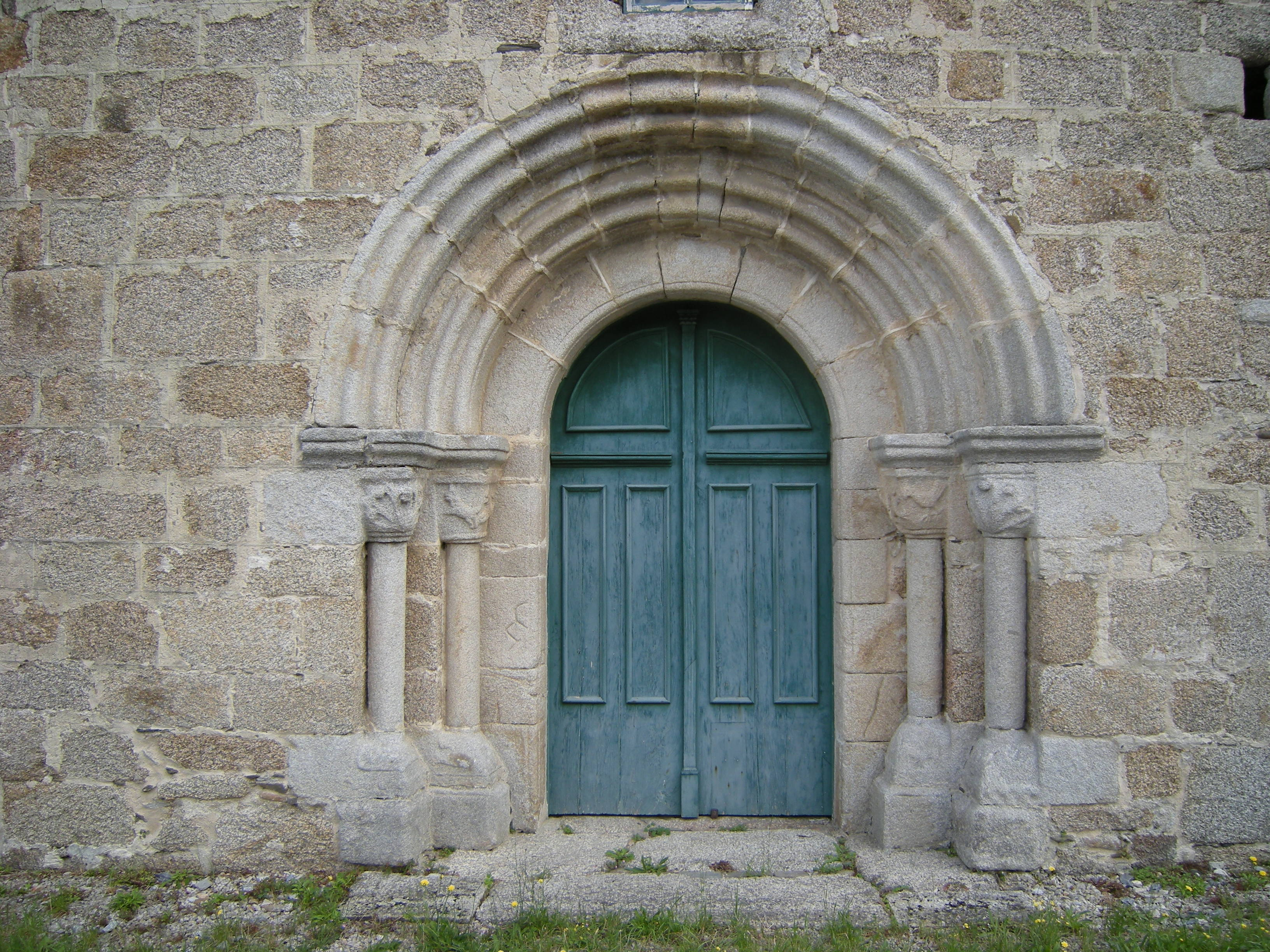
Eingangsportal

- Kirche Santa María de Bacoi

Diese Kirche wurde vollständig in der ersten Hälfte des 18. Jahrhunderts erbaut und hat einen Grundriss in Form eines lateinischen Kreuzes mit einer dahinter gelegenen Sakristei. Das Kirchenschiff mit zwei durch einen Querbogen getrennten Jochen ist im ersten Joch mit einer Zwischendecke und im zweiten mit einem Kreuzgewölbe bedeckt. Über der Vierung befindet sich eine sechseckige Kuppel. Die Pendentifs zeigen Gemälde der vier Evangelisten, und auf der Kuppel wird Marias Himmelfahrt, begleitet vom heiligen Franziskus, Engeln und Blumengirlanden, dargestellt.
Im linken Querschiff befindet sich ein Altarretabel im Stil des Churriguerismus, das als eines der besten galizischen Barockaltäre gilt. Die Mensa trägt das Datum der Errichtung 1733.
- Kirche San Sebastián de Carballido

Sie wurde 1793 errichtet und größtenteils vom Kanoniker von Mondoñedo, Santomé y Aguiar, bezahlt. Sie besteht aus einem Kirchenschiff, einem Querschiff, einem Chor Chor und zwei Sakristeien auf beiden Seiten. Das Kirchenschiff und die Kreuzarme sind mit einfachen Kassettendecken bedeckt, die Mitte des Kreuzes ist aus modernerem Holz und die Hauptkapelle hat ein Kreuzgewölbe. Die Eingangstür hat einen Sturz, über dem eine kleine Gedenktafel an den Bau der Kirche angebracht ist.
Im Chor befindet sich ein Gewölbe mit vier Gemälden aus dem 19. Jahrhundert. Sie zeigen die Verehrung des heiligen Sebastian, den Guten Hirten, Jesus und die Samariterin und das Agnus Dei.
- Kirche San Vicente de Lagoa

Sie wurde im 18. Jahrhundert erbaut und besteht aus einem Kirchenschiff mit Querschiff, einer Hauptkapelle und zwei Sakristeien zu beiden Seiten. Ein zweiteiliger Turm mit einer steinernen Balustrade, Kugeln und einer kleinen halbkugelförmigen Kuppel am Ende und einem Vorbau, der von vier steinernen Pilastern getragen wird, befinden sich an der rechten Wand des Kirchenschiffs. Die gesamte Kirche ist mit einer einfachen Holzkassettendecke bedeckt. Über der Eingangstür an der Hauptfassade erhebt sich ein großes Fenster darüber ein Steinbild des heiligen Vincenz (span. Vicente).
Im Chor befindet sich ein schönes polychromes und vergoldetes barockes Altarretabel mit zwei Flügeln mit großem Rokoko-Einfluss. Im rechten Arm des Kreuzes befindet sich ein klassizistischer Altaraufsatz aus dem 19. Jahrhundert. Daneben ein beliebtes Altarbild aus dem 18. Jahrhundert mit zwei Korpussen in Rot-, Grün- und Goldtönen. Auf dem linken Arm ist ein neoklassizistisches Altarbild aus dem 19. Jahrhundert zu sehen, das dem vorherigen ähnlich ist.
- Kirche San Pedro de Mor

Sie besteht aus einem Kirchenschiff, einer schmaleren Vierung, einer Hauptkapelle und einer dahinter liegenden Sakristei. Am Haupteingang ist eine Inschrift zu lesen, die auf den Wiederaufbau der Kirche im Jahr 1906 verweist. In der Mitte der Fassade erhebt sich ein schöner, zweiteiliger Turm. An beiden Wänden des Langhauses erscheinen zwei Seitentüren mit Stürzen.
Im Chor finden wir ein modernes Retabel, am rechten Arm des Kreuzes ein primitiver, zweiteiliger Altaraufsatz aus dem 17. Jahrhundert im volkstümlichen Renaissancestil, bemalt und vergoldet. Am linken Arm befindet sich ein zweiteiliger Altaraufsatz im Rokokostil aus Holz ohne Polychromie.
- Kirche San Mamede das Oiras

Sie wurde in den ersten Jahren des letzten Jahrhunderts auf Basis der einfachen Vorgängerkirche komplett umgebaut. Die Kirche ist im neugotischen Stil gehalten und besteht aus einem mit Holz verkleideten Kirchenschiff, einer Hauptkapelle und einer Sakristei, die sich auf der linken Seite der Hauptkapelle befindet. Die Hauptfassade zeigt in der Mitte einen luftigen Turm, der von einem gotischen Helm gekrönt wird.
Im Chor befindet sich ein Altarbild aus der Kathedrale von Mondoñedo. Es handelt sich um einen großen Rahmen aus marmoriertem und vergoldetem Holz mit schönen barocken Zierleisten vom Ende des 18. Jahrhunderts. Das beliebte Ölbild aus dem 18. Jahrhundert zeigt den heiligen Mamas von Kappadokien.
- Kirche San Salvador de Castrodouro

Sie stammt aus dem 15. Jahrhundert und befindet sich im Zentrum der Burg Castro de Ouro. Die Kirche war die Schlosskapelle, die später zur Pfarrkirche umgebaut wurde. Sie besteht aus einem mit Holz verkleideten Kirchenschiff, einem halbrunden Triumphbogen und einer quadratischen Hauptkapelle. An der Seite befinden sich die Sakristei und ein Portikus.
Die Hauptfassade hat eine Eingangstür und einen Glockenturm auf zwei Ebenen mit drei Öffnungen. In der südlichen Seitentür finden wir zwei Konsolen, die die Büste eines Pferdes und einer Lilie darstellen. Darüber finden wir ein mittelalterliches Relief aus dem 15. Jahrhundert, das den gekreuzigten Christus und neben ihm die verurteilten Diebe zeigt. Das Bild wird mit Maria und dem heiligen Johannes vervollständigt.
In der Hauptkapelle befindet sich ein Fresko aus dem 15. Jahrhundert, das eine Pietà mit dem heiligen Johannes, der heiligen Maria Magdalena und einem Totenschädel darstellt. Die Farben sind lebendig und gelten als die ältesten der Diözese.
- Kapelle San Caetano de Reirado
- Flurkreuze, zum Beispiel
  - Cruceiro do Gorvidal

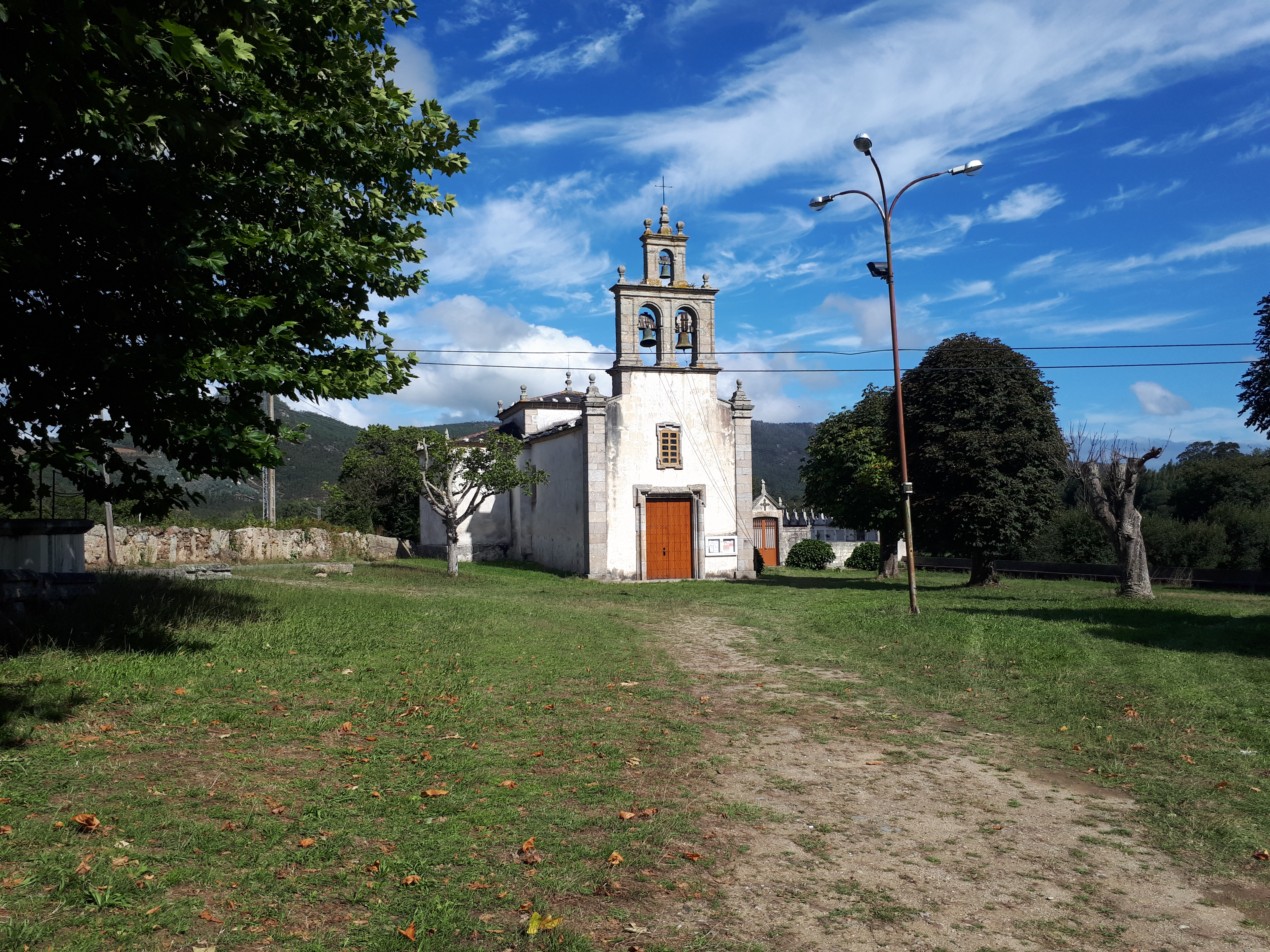
Kirche Santa María de Bacoi
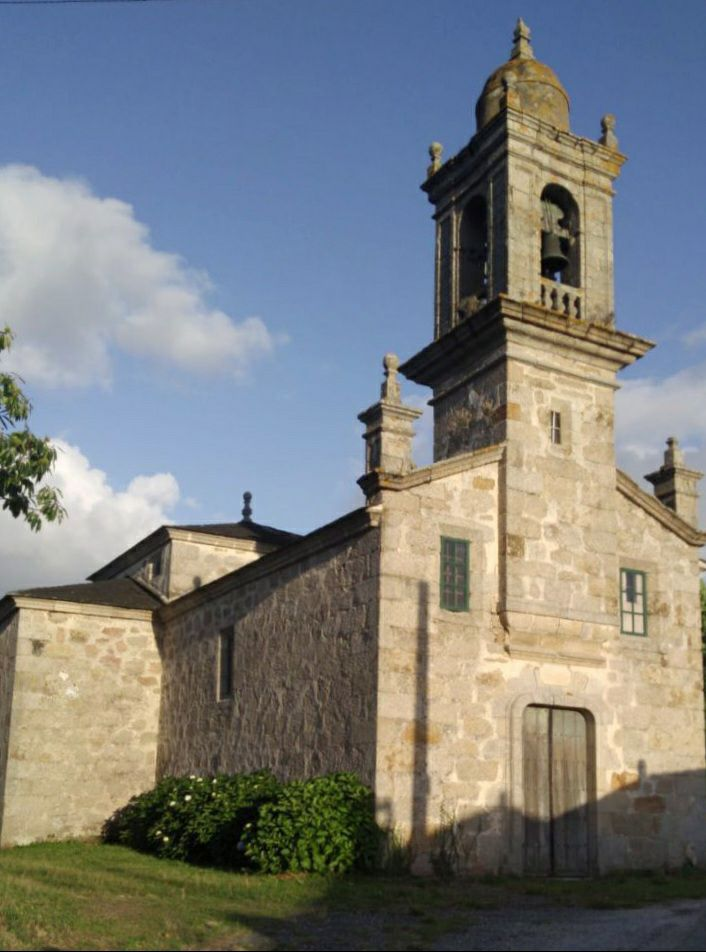
Kirche San Sebastián de Carballido
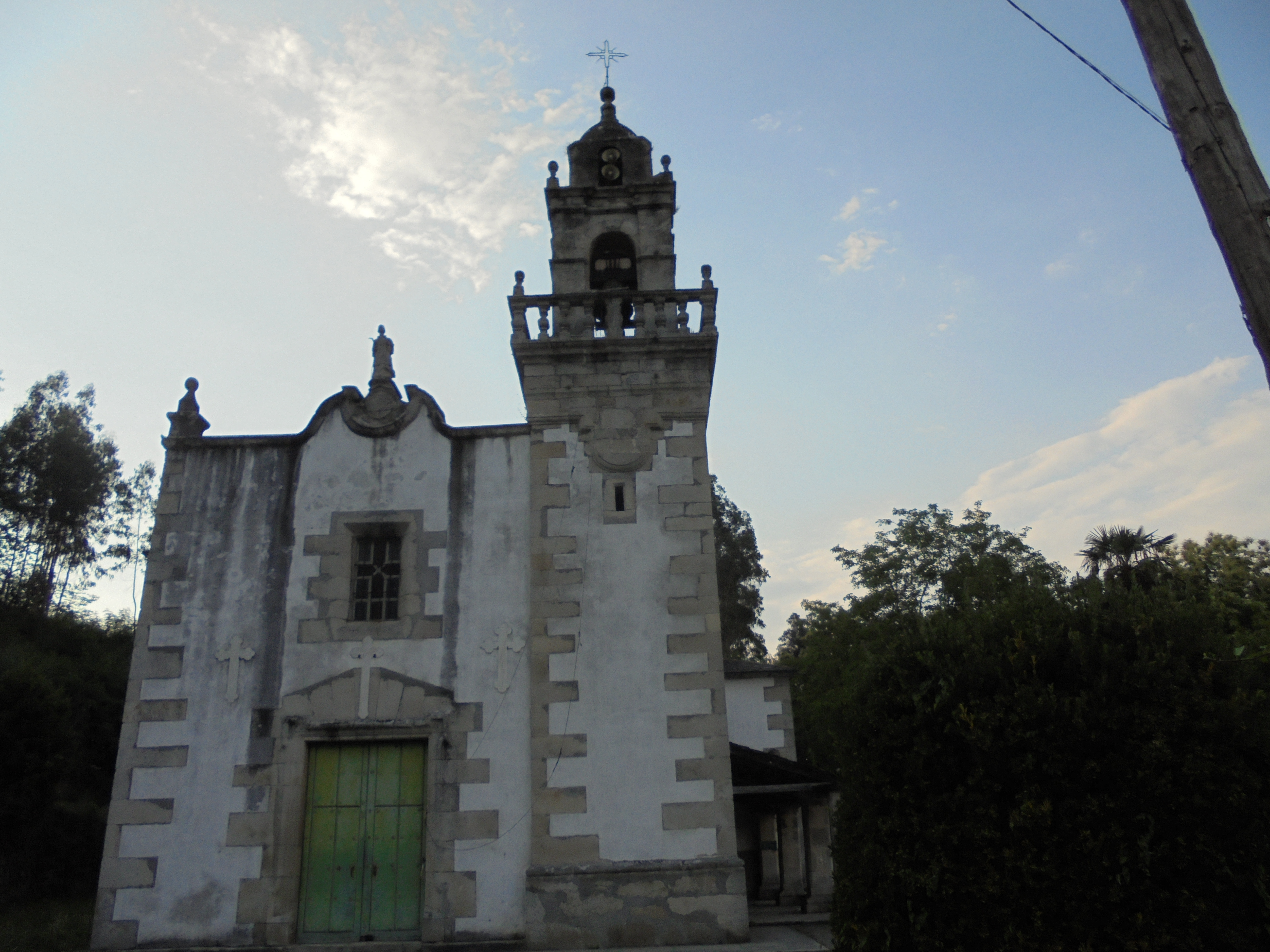
Kirche San Vicente de Lagoa
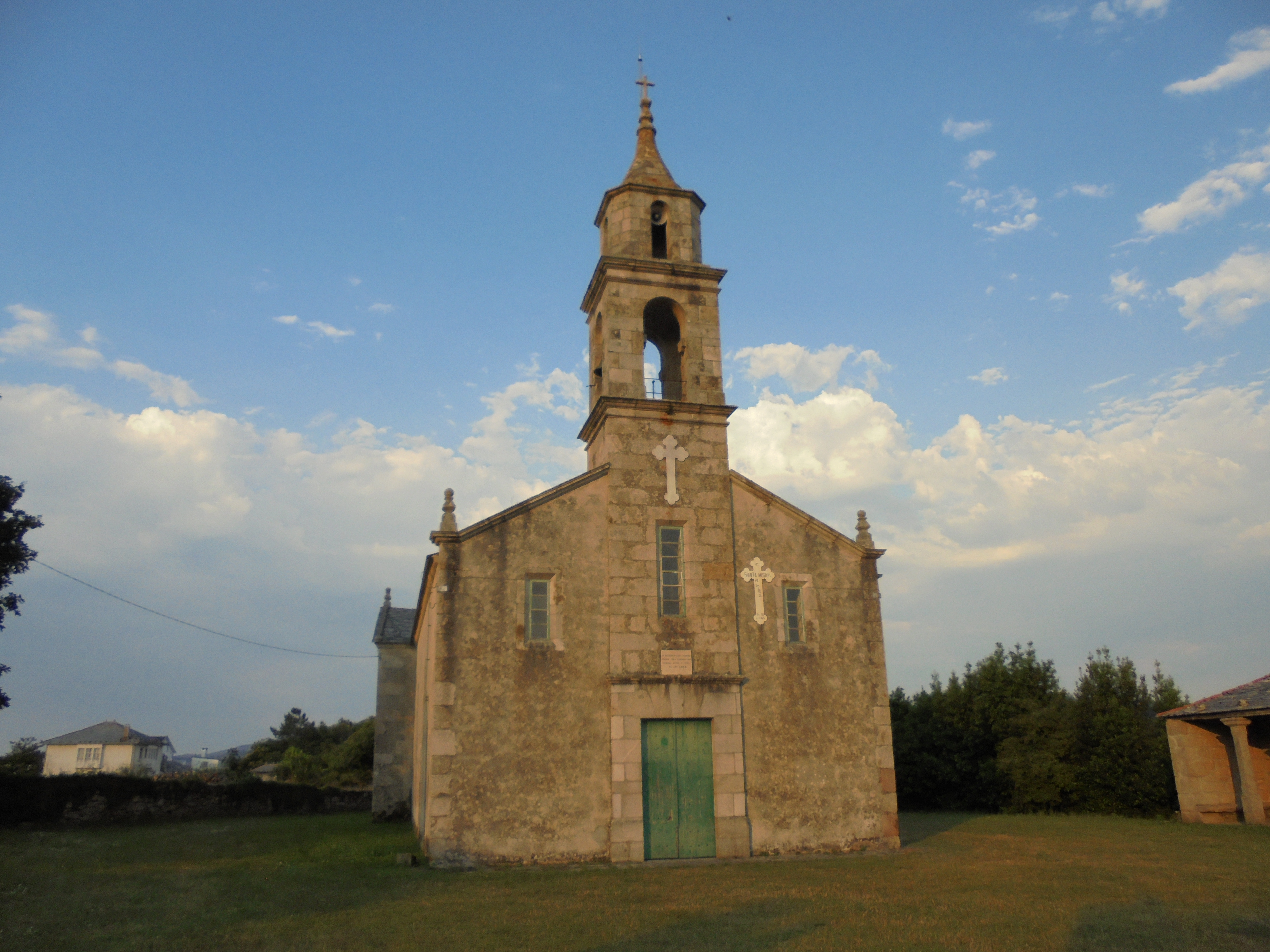
Kirche San Pedro de Mor
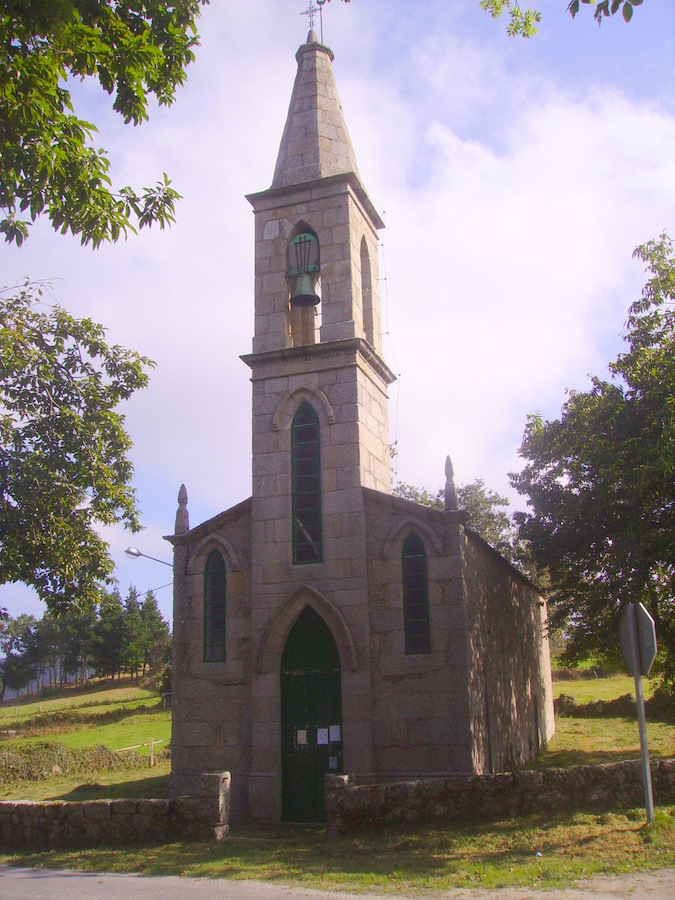
Kirche San Mamede das Oiras
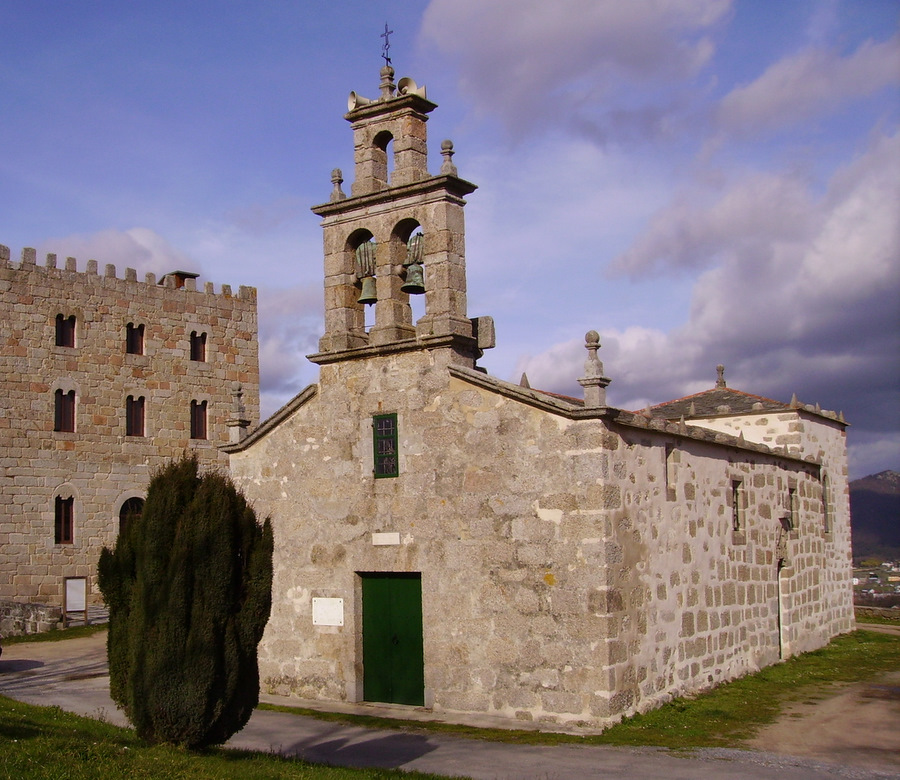
Kirche San Salvador de Castrodouro
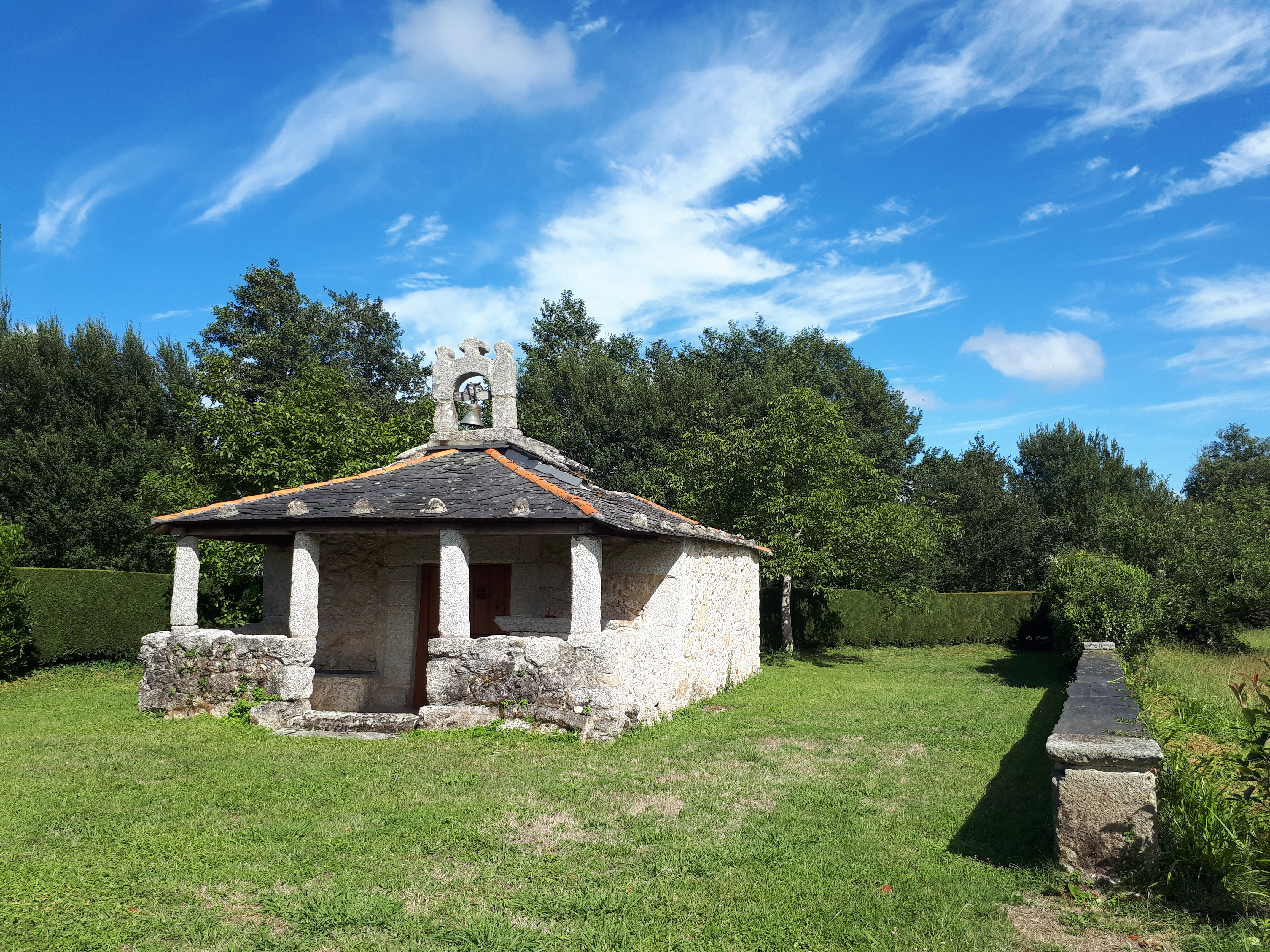
Kapelle San Caetano de Reirado
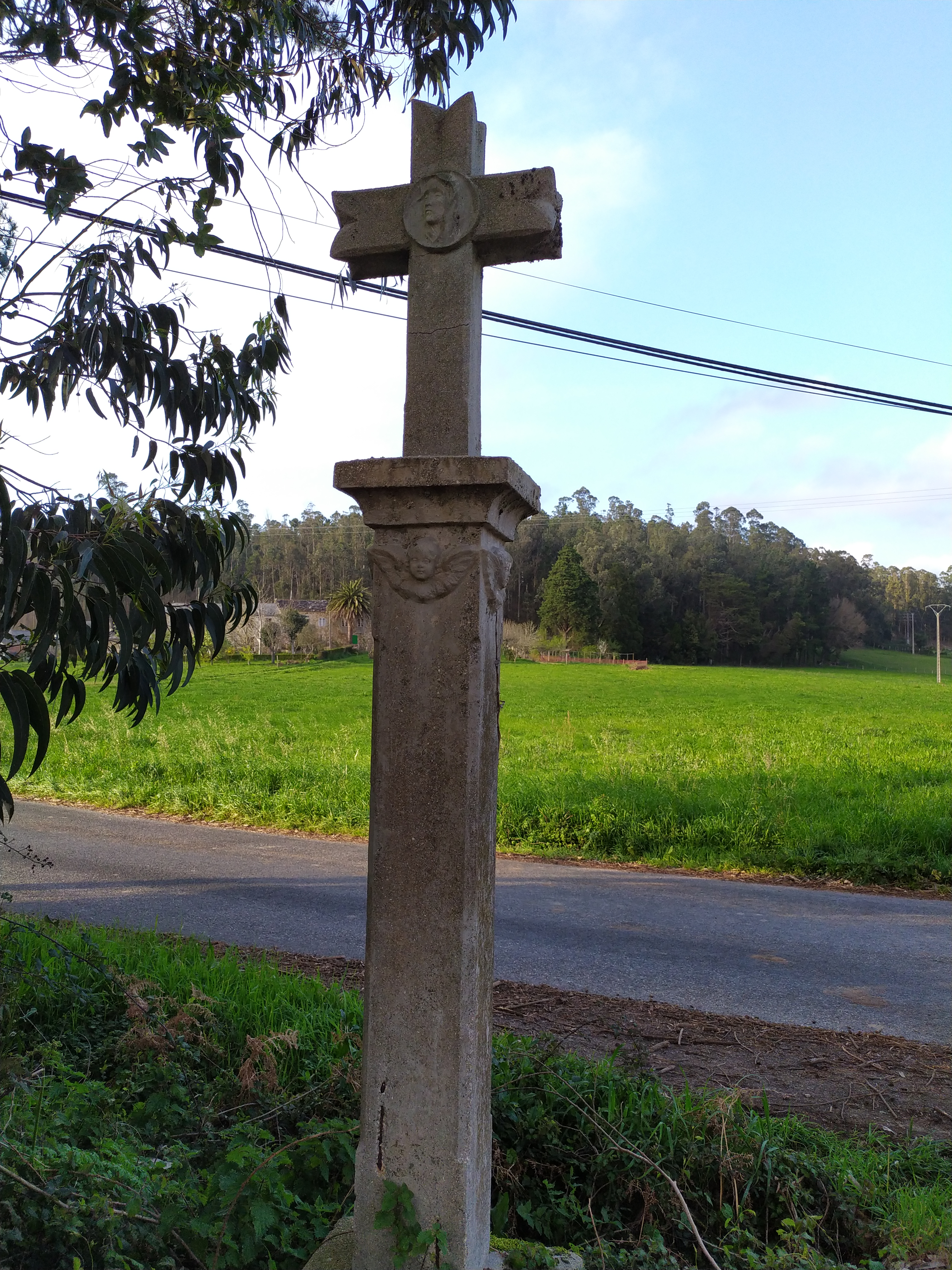
Flurkreuz Gorvidal

## Wirtschaft
| Ackerbau, Viehzucht und Fischerei                                                  | 089 | 016,42 |
| Industrie                                                                          | 075 | 013,84 |
| Bauwirtschaft                                                                      | 060 | 011,07 |
| Dienstleistungsbetriebe                                                            | 318 | 058,67 |
| Total                                                                              | 542 | 100,00 |
| * Daten aus dem Statistischen Amt für Wirtschaftliche Entwicklung in Galicien, IGE |     |        |

### Primärer Sektor
Der Hauptwirtschaftssektor der Gemeinde Alfoz ist mit der Forstwirtschaft verbunden, hauptsächlich aufgrund der großen Menge an vorhandener Baumfläche, meist Eukalyptus und in geringerem Maße Kiefer und andere einheimische Arten.
Innerhalb der Tierhaltungswirtschaft und obwohl in den letzten Jahren die Zahl der Betriebe reduziert wurde, gibt es eine signifikante produktive Veränderung, die auf Eigenverbrauch ausgerichtete Tierhaltungsbetriebe reduziert und andere mit einer größeren Nutzungsfläche erhält. Es gibt Milch- und Fleischrinderbetriebe, Kaninchen, Geflügel und Schweine, zusätzlich zum Imkereisektor mit einer bedeutenden Produktion von Honig. Es gibt auch eine große Anzahl von Pferden, die meisten von ihnen in freier Wildbahn lebend.
Die Landwirtschaft ist sowohl ein Nebensektor der Viehzucht als auch des Eigenverbrauchs. Traditionell waren die Hauptkulturen Mais, Weizen und Kartoffeln und es gibt derzeit eine wachsende Zunahme der gartenbaulichen Produktion, die hauptsächlich auf die Erzeugung von Bohnen und Äpfeln ausgerichtet ist.

### Sekundärer Sektor
Direkt mit dem Primärsektor verbunden ist die Holzindustrie die wichtigste wirtschaftliche Ressource der Gemeinde.
Auch die Automobilindustrie sticht mit der Produktion von Karosserien hervor. Neben ihnen gibt es weitere Unternehmen im Zusammenhang mit dem Bauwesen, der Möbelherstellung, mechanischer Werkstätten und Unternehmen mit traditionellen Berufen wie Tischlerei, Holzschuhfakrikation und Nähen.
Der Energiesektor ist durch die Erzeugung von elektrischer Energie durch die Nutzung natürlicher Ressourcen durch Wasserkraft und hauptsächlich durch Windenergie vertreten.

### Tertiärer Sektor
Die Grundversorgung ist überwiegend öffentlicher Natur, mit Gesundheits- und Sozialhilfezentren, Bildungszentren, Sportanlagen sowie Kultur- und Freizeitzentren.
Daneben gibt es kleine Einrichtungen, die den Grundbedürfnissen der Bevölkerung dienen, die dem Handel, professionellen Dienstleistungen und der Gastfreundschaft gewidmet sind. Der Tourismus ist aufgrund seines großen landschaftlichen und historisch-künstlerischen Potenzials ein immer wichtigerer Sektor in der Stadtverwaltung mit einer wachsenden Zunahme von touristischen Einrichtungen im Zusammenhang mit der ländlichen Umgebung.